# كيم بودنيا
كيم بودنيا (بالدنماركية: Kim Bodnia)‏ هو كاتب سيناريو وممثل دانمركي، ولد في 12 أبريل 1965 في الدنمارك.

## أعمال

### أفلام
- (2010) الحقيقة عن الرجال[8]
- (2010) في عالم أفضل[9][10]
- (2014) سيرينا

## وصلات خارجية
- كيم بودنيا على موقع IMDb (الإنجليزية)
- كيم بودنيا على موقع قاعدة بيانات الأفلام العربية
- كيم بودنيا على موقع ألو سيني (الفرنسية)
- كيم بودنيا على موقع ميوزك برينز (الإنجليزية)
- كيم بودنيا على موقع تيرنر كلاسيك موفيز (الإنجليزية)
- كيم بودنيا على موقع أول موفي (الإنجليزية)
- كيم بودنيا على موقع قاعدة بيانات الأفلام السويدية (السويدية)
- كيم بودنيا على موقع ديسكوغز (الإنجليزية)
- كيم بودنيا على موقع قاعدة بيانات الفيلم (الإنجليزية)
- كيم بودنيا على موقع كينوبويسك (الروسية)